# Ivan Klarić (učitelj)
Ivan Klarić (Vrkašić kraj Bihaća, 28. kolovoza 1867. – Tuzla, 27. kolovoza 1912.)., hrvatski učitelj i književnik iz Bosne i Hercegovine. Pisao pripovijetke i skupljao narodne pjesme i običaje.

## Životopis
Rodio se u Vrkašiću kraj Bihaća. U Sarajevu je završio Učiteljsku školu. Od 1888. učiteljevao u Bihaću, od 1890. u Varcar Vakufu. U Zagrebu 1893. položio ispit za nastavnika građanskih škola.  U Livnu od 1894. bio je upraviteljem škole, a na istoj dužnosti od 1897. u Bihaću. Opet radi kao učitelj u Travniku od 1899. godine. Vratio se u Livno gdje je učitelj od 1901. Zadnje odredište bila je Tuzla u kojoj je učiteljevao od 1907. godine. 
Književni opus čini mu više od 100 pripovijedaka. Tema Klarićevih pripovijedaka je život islamskoga pučanstva za austro-ugarske vlasti u BiH (zbirka Iz doba buna i zauzeća. Crtice iz hrvatske Herceg-Bosne, biografsku pripovijest s izraženim rodoljubnim i poučnim značajkama Sreća u nesreći) te poučne priče za mladež. Prikazivao život "običnih ljudi" bez izražene političke i moralističke težnje. Pisao u tradiciji usmene književnosti, često se služeći stvarnim zbivanjima kao predloškom. Nije razvio vlastiti narativni model. Pisao pod pseudonimima Ivan Bogdanović-Ukrajinski i Vsevolod Vsevolodović Nehajev. J. Milaković ga je uvrstio u zbirku Književni pupoljci učiteljskih pripravnika u Sarajevu 1887. – 1912.
Skupljao je narodne pjesme i običaje. Radove je objavio u raznim periodicima (Obzor, Hrvoje, Kršćanska obitelj, Hrvatski dnevnik i dr., etnološke u Zbornik za narodni život i običaje Južnih Slavena i dr.).